# سرحد چهاردانگه

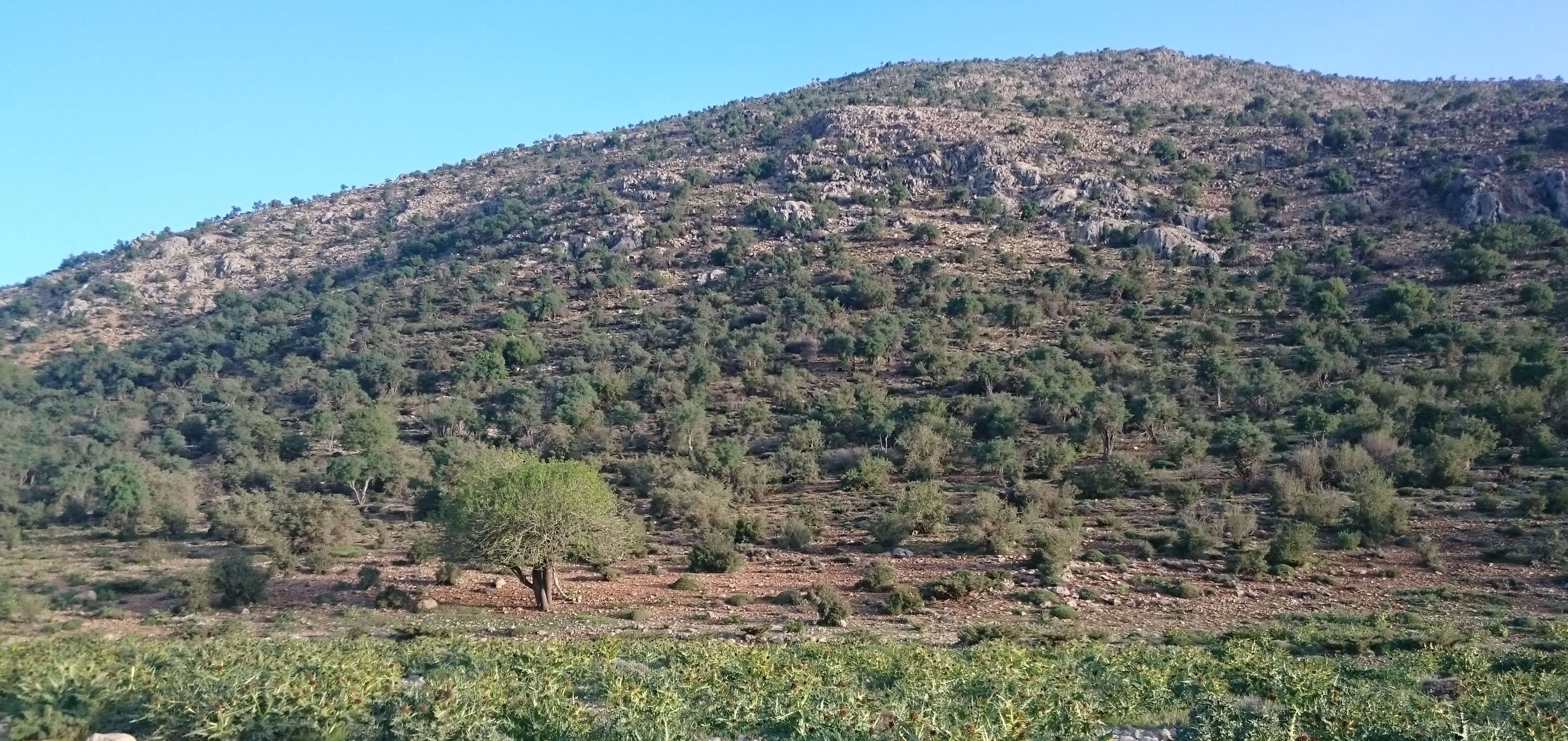
منطقه خورخوره در ییلاق ایل باصری واقع در سرحد چهاردانگه

سرحد چهاردانگه یا چهارناحیه منطقه‌ای سردسیری در شمال استان فارس (سرحد) در حوزه شهرستان‌های اقلید، آباده و مرودشت است که شامل حدود ۸۰ روستا و سه شهر سده، حسن‌آباد و دژکرد می‌شود. بیشتر ساکنان این منطقه به زبان‌های فارسی، ترکی و لری سخن می‌گویند.
این منطقه از آن جهت چهاردانگه نامیده می‌شود که شامل چهار دشت اوجان، خسروشیرین، خنجشت و کوشک زر می‌باشد. به گفته فارسنامه ناصری روستای آسپاس مرکز بلوک سرحد چهاردانگه است.

## جغرافیا
آب و هوای این منطقه سرد کوهستانی بوده و متوسط بارندگی سالانه در این منطقه حدود ۴۰۰ میلیمتر در سال می‌باشد. سرچشمه رود کر به عنوان بزرگ‌ترین رود استان فارس و تأمین‌کننده آب سدهای ملاصدرا، درودزن و سیوند و همچنین دریاچه بختگان در این منطقه می‌باشد. در فارسنامه اشاره شده:
زمین جلگاء این بلوک تا چند روز بعد از عید نوروز در زیر برف بماند و در چند شب از اواخر تابستان آب‌های کم و ایستاده، یخ بندد و جانب شمالی شیراز است، درازی این بلوک از قریه «دردانه» تا «قراول‌خانه» ۲۴ فرسخ و پهنای آن از «بازیچه» تا «سرده» ۶ فرسخ. محدود است از جانب مشرق به بلوک قونقری و از سمت شمال به بلوک آباده اقلید و از جانب مغرب به بلوک سرحد شش‌ناحیه و بلوک دزکرد و از طرف جنوب به بلوک مائین و بلوک کام‌فیروز، محصولش گندم و جو و نخود و عدس و گندم بهاره و جو ترش، آبش از چشمه و رودخانه است و شکارش آهو و بز و پازن و قوچ و میش کوهی و کبک و تیهو و بلدرچین و در وقت تابستان هوبره و چاخرق است.— حسن حسینی فسائی، فارسنامه ناصری

## قلمرو عشایر
به طور تاریخی ییلاق ایل‌های قشقایی، باصری و کردشولی در سرحد چهاردانگه قرار داشت. در بلوک احمدآباد از گردنه شاهمور تا رضاآباد متعلق به ایل باصری و از رضاآباد به بعد از سرزمین‌های قشقایی به شمار می‌رود.